# Jieŋakjávrre
Jieŋakjávrre, enligt tidigare ortografi Jengakjaure, är två varandra näraliggande sjöar i Arjeplogs kommun:
- Jieŋakjávrre, nedre, sjö i Arjeplogs kommun, 66°58′42″N 16°44′42″Ö / 66.9783°N 16.7451°Ö (1,43 km²)
- Jieŋakjávrre, övre, sjö i Arjeplogs kommun, 66°59′57″N 16°44′43″Ö / 66.9993°N 16.7454°Ö (87,5 ha)